# Heterólisis
En química se llama heterólisis o ruptura heterolítica a la ruptura de un enlace químico de una molécula neutral que genera un catión y un anión. En este proceso, los dos electrones que constituyen el enlace son asignados al mismo fragmento.
{\displaystyle A:B\longrightarrow A^{+}+B^{-}}
La involucrada en este proceso se denomina energía de disociación heterolítica de enlace. La apertura del enlace también es posible por un proceso denominado homólisis. En la heterólisis, se requiere energía adicional para separar el par iónico. Un disolvente ionizante ayuda a reducir esta energía.